# موزس مالون
موزس (موسی) یوجین مالون ((به انگلیسی: Moses Malone) زاده ۲۳ مارس ۱۹۵۵ -درگذشته ۱۳ سپتامبر ۲۰۱۵) در ویرجینیا از معروفترین بازیکنان بسکتبال آمریکا و تاریخ ان بی ای به شمار می‌رود، بطوریکه او عضو Basketball Hall Of Fame بود. او با بازی در تیم‌های فیلادلفیا سونتی‌سیکسرز و هیوستون راکتس و آتلانتا هاوکس و سن آنتونیو اسپرز به شهرت رسید.